# Meteorologiåret 1967

## Händelser

### Januari
- 6 januari – Efter snöfall på Norrlandskusten i Sverige uppmäts 1,5 meter snö vid Åsnorrbodarna under privata mätningar [1].
- 6-8 januari – 150 centimeter snö kan ha förekommit i Medelpad, Sverige [2].
- 16 januari - 7 personer dödas vid en snöstorm i Minnesota, USA [3].
- 27 januari
  - I Ptolemaida, Grekland uppmäts temperaturen −27,8 °C (−18,0 °F), vilket blir Greklands lägst uppmätta temperatur någonsin [4].
  - 23 inch snö faller över Chicago i Illinois, USA, och måste dumpas i floderna [5].

### Februari
- 1 februari – 140 centimeter snö uppmäts i Ulvsjön, Sverige vilket innebär snödjupsrekord för officiell station i Medelpad [6].
- 4 februari – 190 centimeter snö uppmäts i Degersjö vid Stor-Degersjön, Sverige, vilket innebär det största snödjup som rapporterats från en meteorologisk station i Sverige utanför Svenska Fjällen [7].

### April
- 15 april – 137,1 millimeter nederbörd faller över Lurøy, Norge vilket innebär norskt dygnsnederbördsrekord för månaden [8].
- 30 april – En tornado härjar i södra Minnesota, USA [9].

### Juni
- Juni - Från Abadan i Iran rapporteras temperaturen + 87 °C (188 °F), men temperaturerna kan bli bekräftade eller erkända som rekord [10]
- 12 juni – I Letseng-la-Draai (Letseng-la-Terae), Mokhotlong District, Lesotho uppmäts temperaturen - −20,4 °C (−4,7 °F), vilket blir Lesothos lägst uppmätta temperatur någonsin [11]

### Augusti
- 6 augusti - 91 millimeter nederbörd faller över Röbäcksdalen vid Umeå, Sverige vilket är lokalt nederbördsrekord på 24 timmar för Umeå [12].
- 7 augusti – 119 millimeter nederbörd faller över Tjåmotis, Sverige vilket innebär dygnsnederbördsrekord för svenska Lappland [13].
- 8 augusti - 117 millimeter regn faller på 90 minuter över Dunsop Valley i England, Storbritannien vilket är nytt brittiskt rekord för 90 minuter [14].
- 10 augusti - Månadsnederbördsrekord för Prince Rupert i British Columbia, Kanada uppmäts med 87,6 millimeter [15].

### Oktober
- Oktober
  - Södra och mellersta Sverige drabbas av en orkan som fäller skog och river ner byggnadsställningar [16]. Under orkanen uppmäts också den högsta vindmedelhastigheten någonsin i Sverige, 40 m/s på Ölands södra grund [17][18]. I Närke faller snö [19].
  - En mängd av 330 mm nederbörd faller över Dingle, Sverige vilket innebär svenskt månadsnederbörd för månaden [20].
  - 295 millimeter nederbördsmängd faller över Höksäter, Sverige vilket innebär månadsnederbördsrekord för Dalsland [21].

### Okänt datum
- Ett Plumatic-instrument tas i bruk av Meteorologisk institutt i Norge för att registrera korttidsnedbörd på Blindern [22].
- Regelbunden satellitöverföring av luftbilder över telefonlinjen för Rude Skov-observatoriet i Danmark genomförs [23].
- I Norge härjar översvämningar på Østlandet som har en vädercentral med meteorologer från Det norske meteorologiske institutt [23].

## Födda
- 20 april – Martin Hedberg, svensk meteorolog.
- 8 september – John Winter, amerikansk meteorolog.
- Okänt datum – Jim Castillo, amerikansk meteorolog.

### Fotnoter
1. ↑  ”SMHI”. Arkiverad från originalet den 28 januari 2015. https://web.archive.org/web/20150128113357/http://www.smhi.se/kunskapsbanken/meteorologi/halsinglands-klimat-1.4970. Läst 5 februari 2011.
2. ↑  SMHI
3. ↑  Famous Minnesota Winter Storms (Listed Chronologically) Arkiverad 7 januari 2009 hämtat från the Wayback Machine.
4. ↑  ”OnlineFX destination guide to Greece”. Onlinefx.com. Arkiverad från originalet den 22 januari 2011. https://web.archive.org/web/20110122014035/http://www.onlinefx.com/destination-guide-greece. Läst 20 augusti 2010.
5. ↑  ”This Day in Weather History January”. University of Minnesota. Arkiverad från originalet den 21 juli 2010. https://web.archive.org/web/20100721154003/http://climate.umn.edu/pdf/day_in_weather_history/january_wx_history.pdf. Läst 16 februari 2011.
6. ↑  SMHI
7. ↑  ”SMHI”. Arkiverad från originalet den 9 september 2010. https://web.archive.org/web/20100909030220/http://www.smhi.se/kunskapsbanken/meteorologi/vasterbottens-klimat-1.5004. Läst 5 februari 2011.
8. ↑  MET
9. ↑  ”This Day in Weather History April”. University of Minnesota. Arkiverad från originalet den 16 juli 2010. https://web.archive.org/web/20100716104244/http://www.climate.umn.edu/pdf/day_in_weather_history/april_wx_history.pdf. Läst 16 februari 2011.
10. ↑  Burt, Christopher C (2004) [2004]. Extreme Weather. W. W. Norton & Company. sid. 36. ISBN 0-393-32658-6. http://books.google.com/?id=NuP7ATq9nWgC&pg=PA36&lpg=PA36&dq=heat+burst+158. Läst 21 juni 2007
11. ↑  http://unfccc.int/resource/docs/natc/lesnc1.pdf Lesotho - National report on climate change
12. ↑  SMHI Arkiverad 30 november 2012 hämtat från the Wayback Machine.
13. ↑  SMHI
14. ↑  DMI[död länk]
15. ↑  ”Dan, Dan the Weatherman's Canadian Weather Trivia Page”. Arkiverad från originalet den 9 september 2013. https://web.archive.org/web/20130909001246/http://www.dandantheweatherman.com/cantriv.html. Läst 8 mars 2013.
16. ↑  Hundra år i Sverige, Hans Dahlberg, Albert Bonniers, 1999
17. ↑  Sverige 1900-talet – Varmare men från ett kallt utgångsläge, NE, Bra Böcker, 2000
18. ↑  ”SMHI”. Arkiverad från originalet den 30 november 2011. https://web.archive.org/web/20111130010903/http://www.smhi.se/kunskapsbanken/meteorologi/den-svara-stormen-1967-1.5744. Läst 2 februari 2011.
19. ↑  SMHI
20. ↑  SMHI Arkiverad 26 augusti 2010 hämtat från the Wayback Machine.
21. ↑  SMHI
22. ↑  MET Arkiverad 15 december 2010 hämtat från the Wayback Machine.
23. 1 2  MET